# Майкл Тей Чеоу Енн
Майкл Тей Чеоу Енн (англ. Michael Tay; нар. 1959) — сінгапурський дипломат. Надзвичайний і Повноважний Посол Сінгапуру в Україні за сумісництвом.

## Життєпис
Закінчив морську школу Вікторії у Сінгапурі.
У 2008—2009 рр. — виконавчий директор Азіатсько-тихоокеанського економічного співробітництва
У 2006—2013 рр. — виконавчий директор Російсько-сінгапурського бізнес-форуму
У 2003—2008 рр. — Надзвичайний і Повноважний Посол Сингапуру в РФДоручив російському композитору Володимиру Мартинову скласти симфонію про Сінгапуру.
У 2003—2008 рр. — Надзвичайний і Повноважний Посол Сінгапуру в Україні. 10 липня 2003 року вручив вірчі грамоти Президенту України Леоніду Кучмі за сумісництвом.
У 2013 році — Засновник SingJazz